# Stamboom Frederik Willem van Nassau-Weilburg
|                 | Stamboom Frederik Willem van Nassau-Weilburg (1768-1816) | Stamboom Frederik Willem van Nassau-Weilburg (1768-1816)                                                          | Stamboom Frederik Willem van Nassau-Weilburg (1768-1816) | Stamboom Frederik Willem van Nassau-Weilburg (1768-1816)                                       |
| --------------- | --- | --- | --- | ---------------------------------------------------------------------------------------------- |
| Overgrootouders | Johan Ernst van Nassau-Weilburg (1664-1719) x 1683 Maria Polyxena van Leiningen-Dachsburg-Hartenburg (1662-1725) | George August Samuel van Nassau-Idstein (1665-1721) x 1688 Henriette Dorothea van Oettingen-Oettingen (1672-1728) | Johan Willem Friso van Nassau-Diez (1687-1711) x 1709 Maria Louise van Hessen-Kassel (1688-1765)                                                            | George II van Hannover (1683-1760) x 1705 Caroline van Brandenburg-Ansbach (1683-1737)         |
| Grootouders     | Karel August van Nassau-Weilburg (1685-1753) x 1723 Augusta Frederika van Nassau-Idstein (1699-1750) | Karel August van Nassau-Weilburg (1685-1753) x 1723 Augusta Frederika van Nassau-Idstein (1699-1750)              | Willem IV van Oranje-Nassau (1711-1751) x 1734 Anna van Hannover (1709-1759)                                                                                | Willem IV van Oranje-Nassau (1711-1751) x 1734 Anna van Hannover (1709-1759)                   |
| Ouders          | Karel Christiaan van Nassau-Weilburg (1735-1788) x 1760 Carolina van Oranje-Nassau (1743-1787) | Karel Christiaan van Nassau-Weilburg (1735-1788) x 1760 Carolina van Oranje-Nassau (1743-1787)                    | Karel Christiaan van Nassau-Weilburg (1735-1788) x 1760 Carolina van Oranje-Nassau (1743-1787)                                                              | Karel Christiaan van Nassau-Weilburg (1735-1788) x 1760 Carolina van Oranje-Nassau (1743-1787) |
|                 | Frederik Willem van Nassau-Weilburg (1768-1816) x 1788 Louise van Sayn-Hachenburg (1772-1827) | | |                                                                                                |
| Kinderen        | Willem van Nassau (1792-1839) x 1813 Louise van Saksen-Hildburghausen (1794-1825) x 1829 Pauline van Württemberg (1810-1856) | Augusta (1794-1796)                                                                                               | Henriëtte (1797-1829) x 1815 Karel van Oostenrijk-Teschen (1771-1847)                                                                                       | Frederik (1799-1845) x 1840 Anna Ritter, Edle von Vallyemare (1802-1864)                       |
| Kleinkinderen   | Augusta (1814-1814) Theresia (1815-1871) Adolf van Luxemburg (1817-1905) Willem (1819-1823) Maurits (1820-1850) Marie (1822-1824) Willem (1823-1828) Marie (1825-1902) Dochter (1830-1830) Helena (1831-1888) Nicolaas (1832-1905) Sophia (1836-1913) | - | Theresia (1816-1867) Albrecht (1817-1895) Karel Ferdinand (1818-1874) Frederik (1821-1847) Rudolf (1822-1822) Maria Caroline (1825-1915) Willem (1827-1894) | Wilhelmine Gräfin von Tiefenbach (1834-1891)                                                   |